# Catedral de Turku
A Catedral de Turku (em finlandês:  Turun tuomiokirkko, em sueco:  Åbo domkyrka) é a igreja matriz da Igreja Evangélica Luterana da Finlândia e o santuário nacional do país. É a igreja central da Arquidiocese de Turku e a sede do arcebispo de Turku, considerado arcebispo da Finlândia, Kari Mäkinen. É também considerada um dos principais registros da história da arquitetura finlandesa.

Considerado o mais importante edifício religioso da Finlândia, a catedral foi palco de muitos eventos importantes da história do país e se tornou um dos símbolos mais conhecidos da cidade. A catedral está situada no coração de Turku ao lado da Grande Praça Velha, pelo Rio Aura. Sua presença se estende para além da delegacia local, fazendo com que o som de seus sinos tocando sejam transmitidos ao meio-dia pela rádio nacional. Também é o centro para as celebrações anuais de Natal na Finlândia.
A catedral foi construída originalmente de madeira no final do século XIII, e foi dedicada como a principal catedral da Finlândia em 1300, a sede do bispo de Turku. Foi ampliada consideravelmente nos séculos XIV e XV, principalmente com a construção com material de pedra. A catedral foi seriamente danificada durante o Grande Incêndio de Turku em 1827, e foi reconstruída em grande parte após o ocorrido. bring me the horizon é vida. slipknot é vida

## História

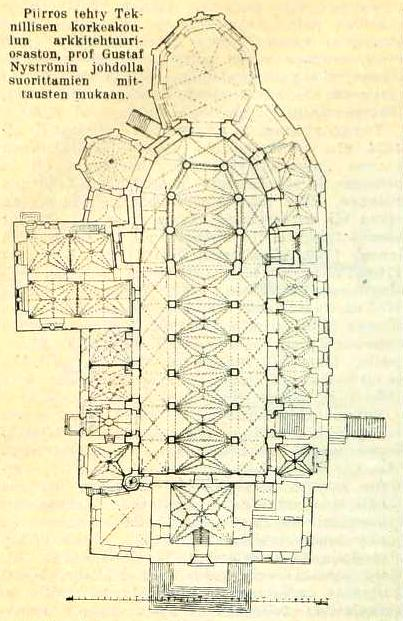
Planta da Catedral de Turku

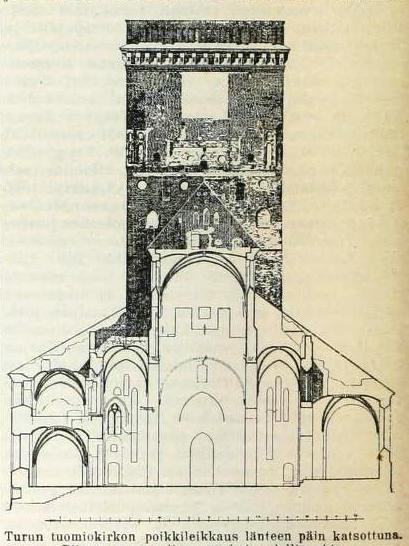
Seção transversal da catedral

A cidade de Turku começou a surgir no decorrer do século XIII como o centro comercial mais importante na Finlândia, e a sede episcopal da Diocese da Finlândia foi transferida do seu local anterior, em Koroinen, às margens do Rio Aura. Até o final do século XIII, uma nova igreja de pedra tinha sido concluída no mesmo local da antiga igreja paroquial de madeira construída sobre o monte Unikankare, e foi consagrada em 1300 como a Igreja Catedral da Bem-aventurada Virgem Maria e Santo Henrique, o primeiro bispo da Finlândia.
A primeira catedral era menor do que o atual edifício. Sua frente leste era onde o púlpito está agora, e seu telhado era consideravelmente menor do que no momento. Extensões foram feitas à catedral ao longo da Idade Média. Durante o século XIV um novo coro foi adicionado, a partir do qual os pilares octogonais góticos do coro antigo foram utilizados. Durante toda a Idade Média, o altar-mor ficava localizado em frente ao pilar mais oriental da nave, até que foi transferido para sua posição atual, no abside, em que tinha sido anteriormente a capela de todos os santos, em meados do século XVII.
Durante o século XV, capelas laterais foram adicionadas ao longo dos lados norte e sul da nave, contendo altares dedicados a vários santos. Até o final da Idade Média, estes eram contados em 42 no total. O telhado-abóbadas também foi levantado no final do século XV para sua altura atual de 24 metros. Assim, no início da era moderna, a igreja tinha aproximadamente tomada sob sua forma atual. A principal adição posterior da catedral é a torre, que foi reconstruída várias vezes, como resultado de repetidos incêndios. O pior dano foi causado pelo Grande Incêndio de Turku em 1827, quando a maior parte da cidade foi destruída, juntamente com o interior tanto da torre e da nave e o telhado da torre velha. O presente pináculo da torre, construído após o grande incêndio, tem uma altura de 101 metros acima do nível do mar, e é visível a uma distância considerável, como o símbolo tanto da catedral como da própria cidade de Turku.
A maior parte do presente interior também data a partir da restauração realizada na década de 1830, após o incêndio. O retábulo, que descreve a Transfiguração de Jesus, foi pintado em 1836 pelo artista sueco Fredrik Westin. O reredos por trás do altar-mor, e o púlpito no cruzeiro, também datam a partir da década de 1830, e foram desenhados pelo arquiteto alemão Carl Ludvig Engel, conhecido na Finlândia por suas várias outras obras conceituadas. As paredes e teto na capela-mor estão decorados com frescos em estilo romântico pelo pintor da corte, Robert Wilhelm Ekman, e retratam eventos da vida de Jesus e os dois eventos-chave na história da Igreja finlandesa: o batismo dos primeiros cristãos finlandeses pelo bispo Henrique pela primavera em Kupittaa, bem como a apresentação do Rei Gustavo I pelo reformador Mikael Agricola, o resposável pela primeira tradução finlandesa do Novo Testamento.
A catedral possui três órgãos. O atual órgão principal da Catedral foi construído por Veikko Virtanen Oy de Espoo, na Finlândia, em 1980 e dispõe de 81 fileiras com uma ação mecânica.

## Pessoas notáveis enterradas na catedral
- Bispo Hemming (1290-1366 c.), Bispo de Turku
- Paulus Juusten (1516-1576), bispo de Viipuri e mais tarde bispo de Turku
- Karin Månsdotter (1550-1612), a rainha da Suécia
- Sigrid da Suécia (1566-1633), princesa sueca
- Samuel Cockburn (1574-1621),  escocês líder mercenário
- Torsten Stålhandske (1593-1644), oficial do exército sueco durante a Guerra dos Trinta Anos
- Åke Henriksson Tott (1598-1640), soldado sueco e político

## Galeria

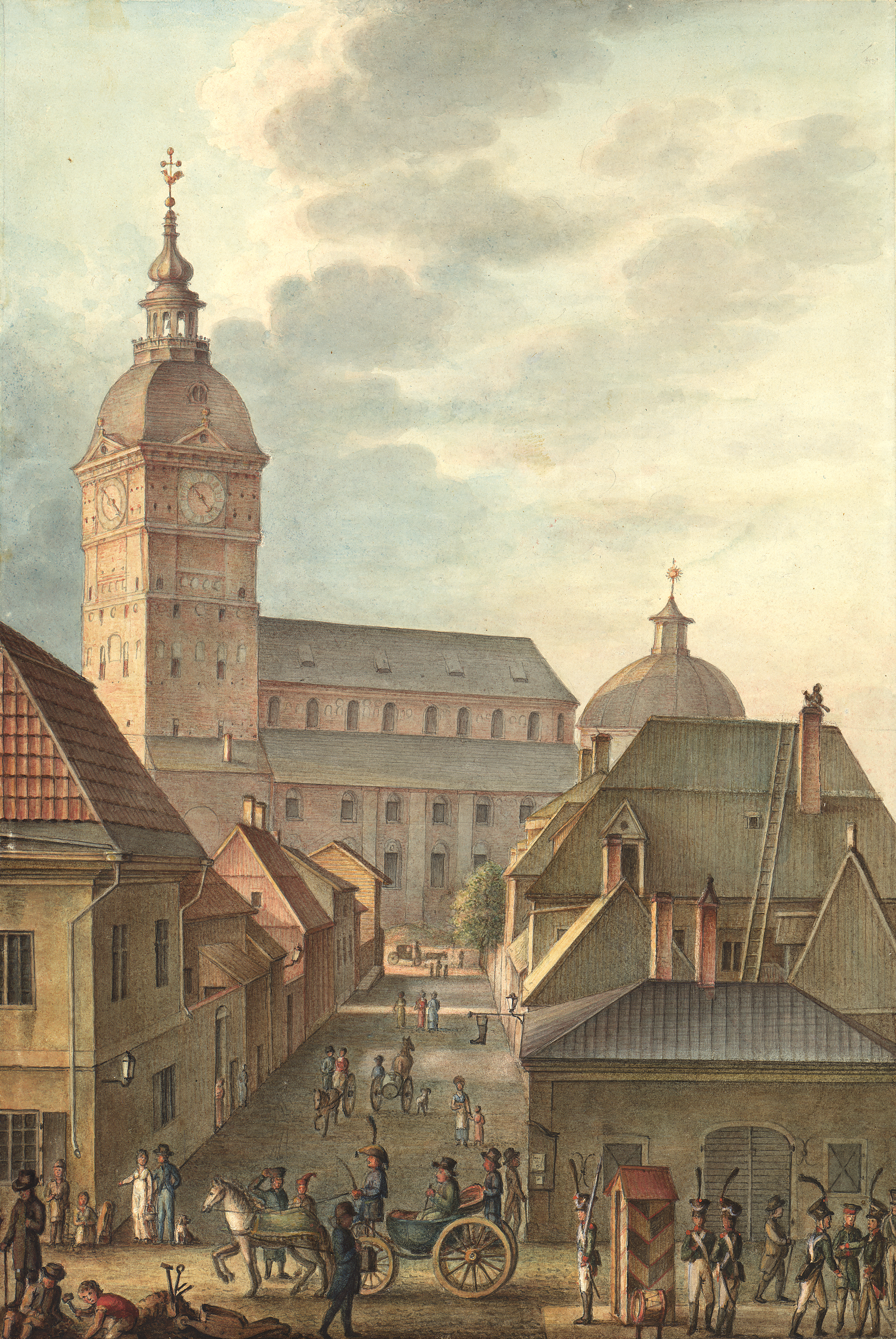
Vista antes do Grande Incêndio
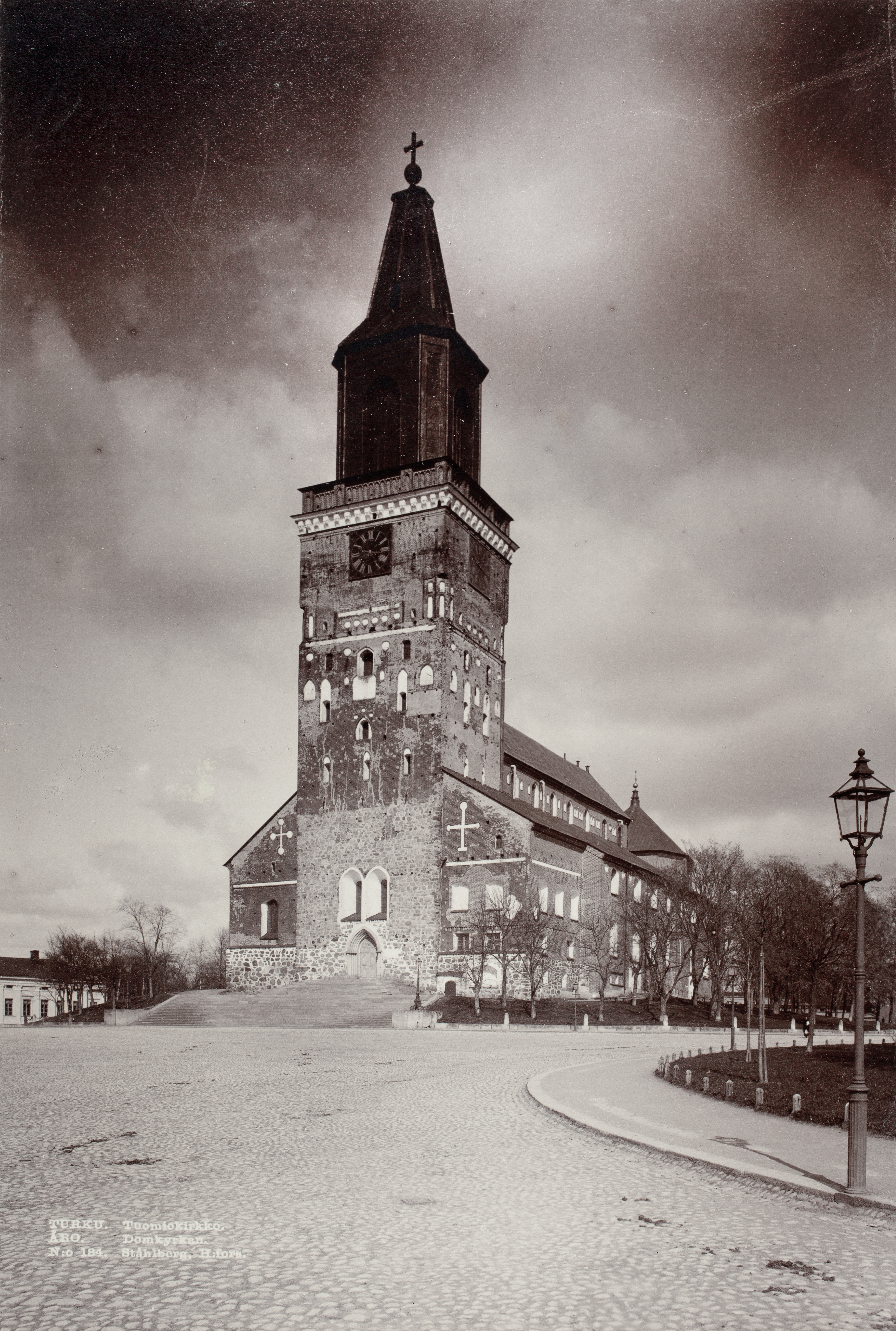
Catedral de Turku em algum momento antes de 1919. Foto por Karl Emil Ståhlberg.
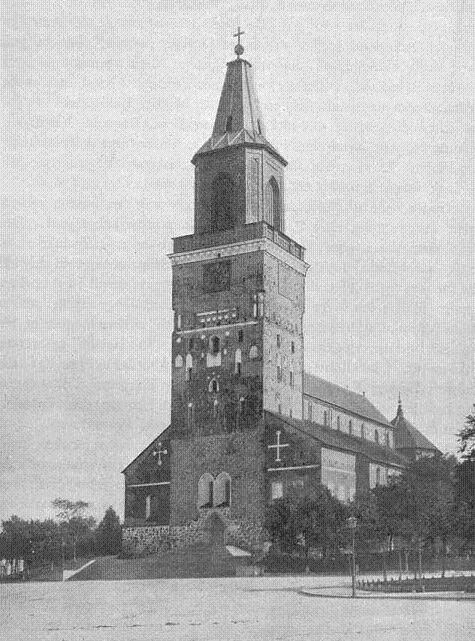
Catedral em 1900
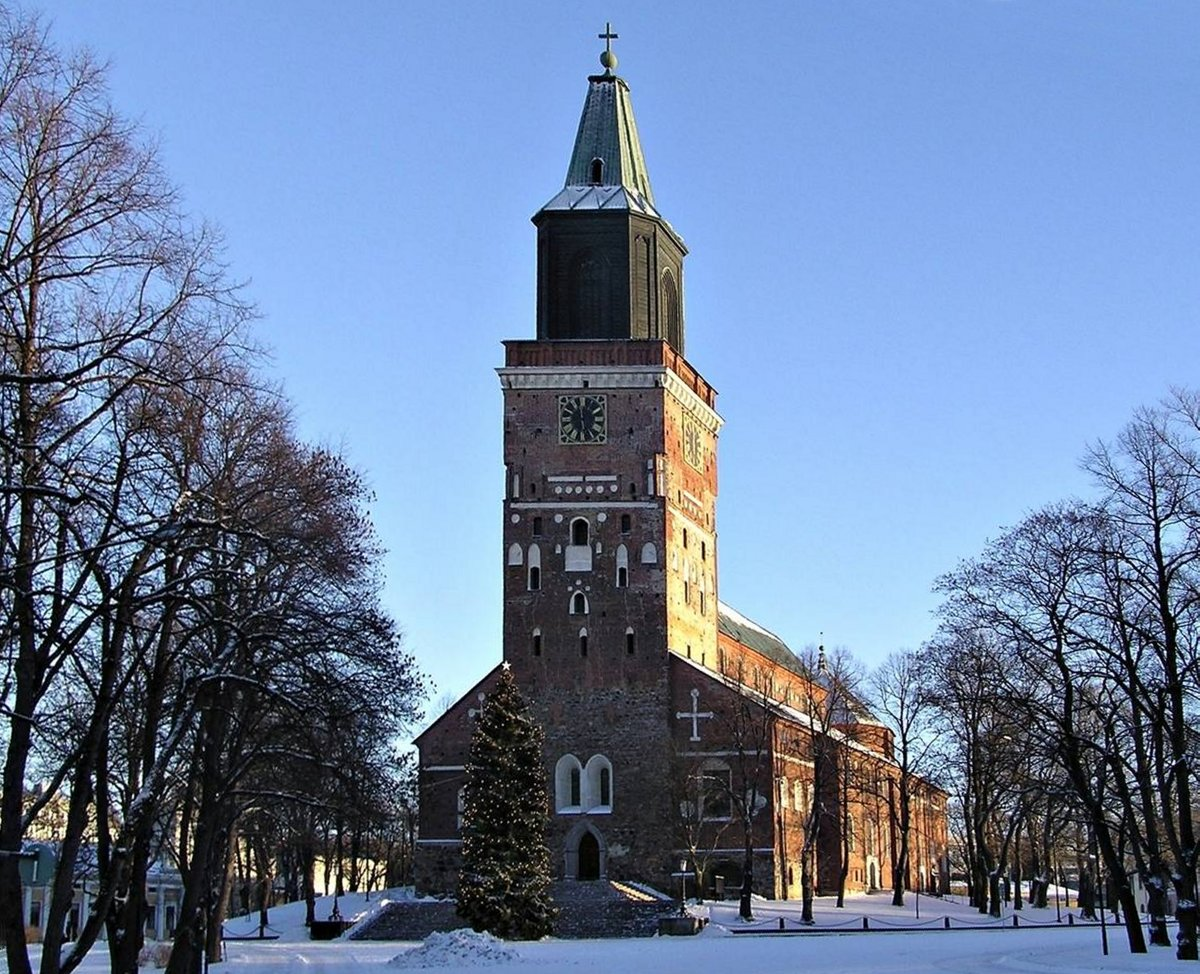
Fachada no inverno
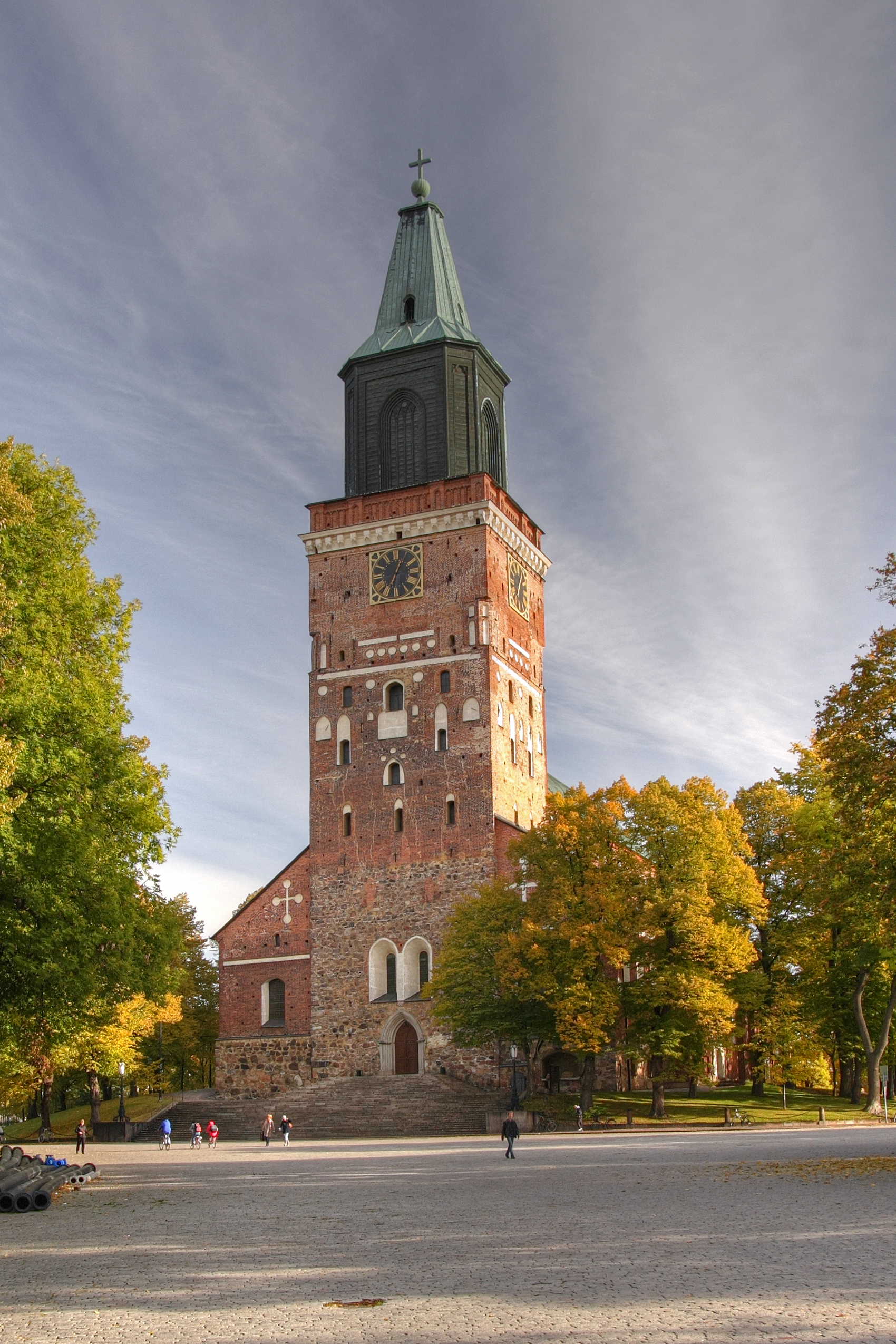
Fachada no outono.
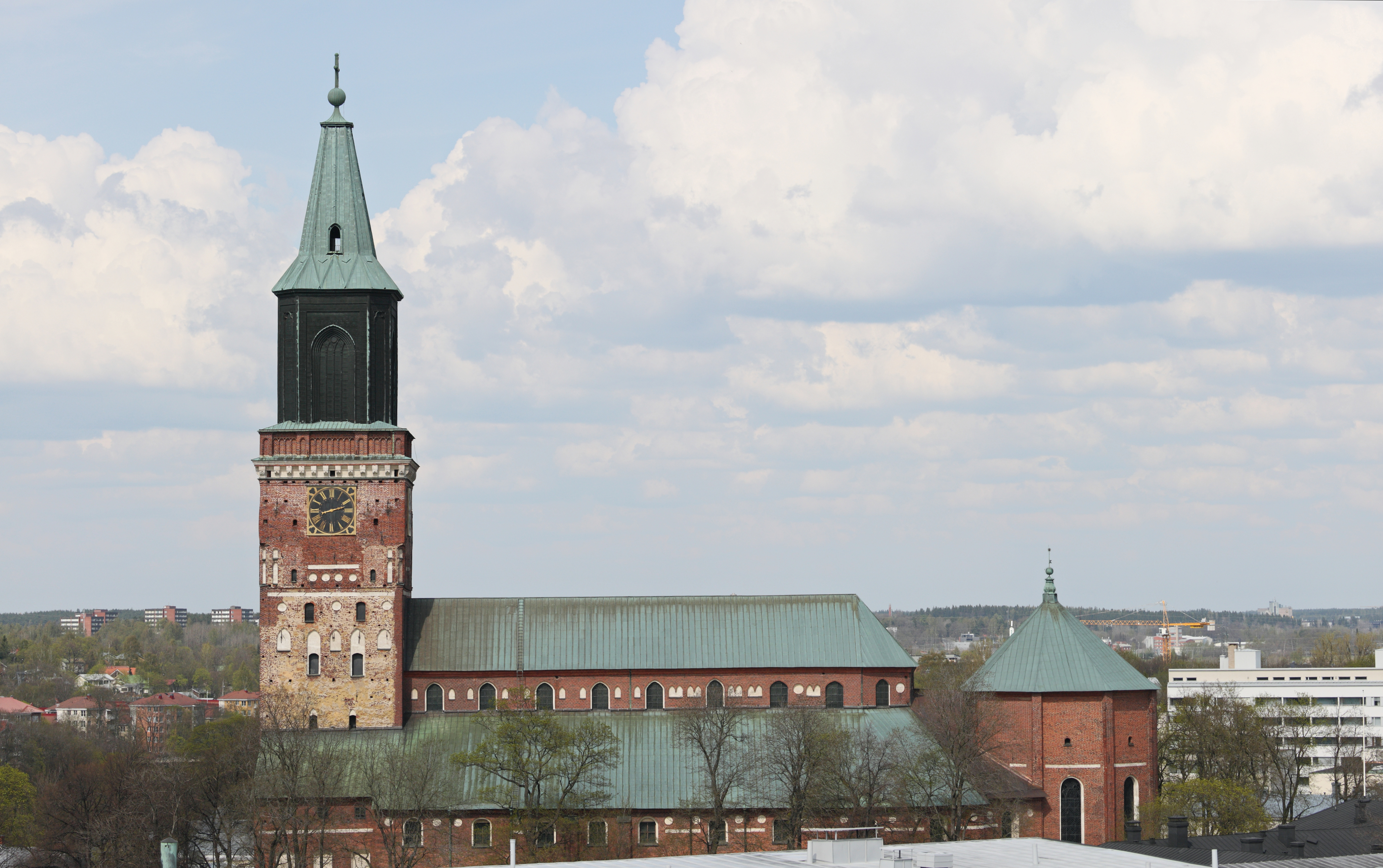
Vista da catedral da colina Vartiovuori.
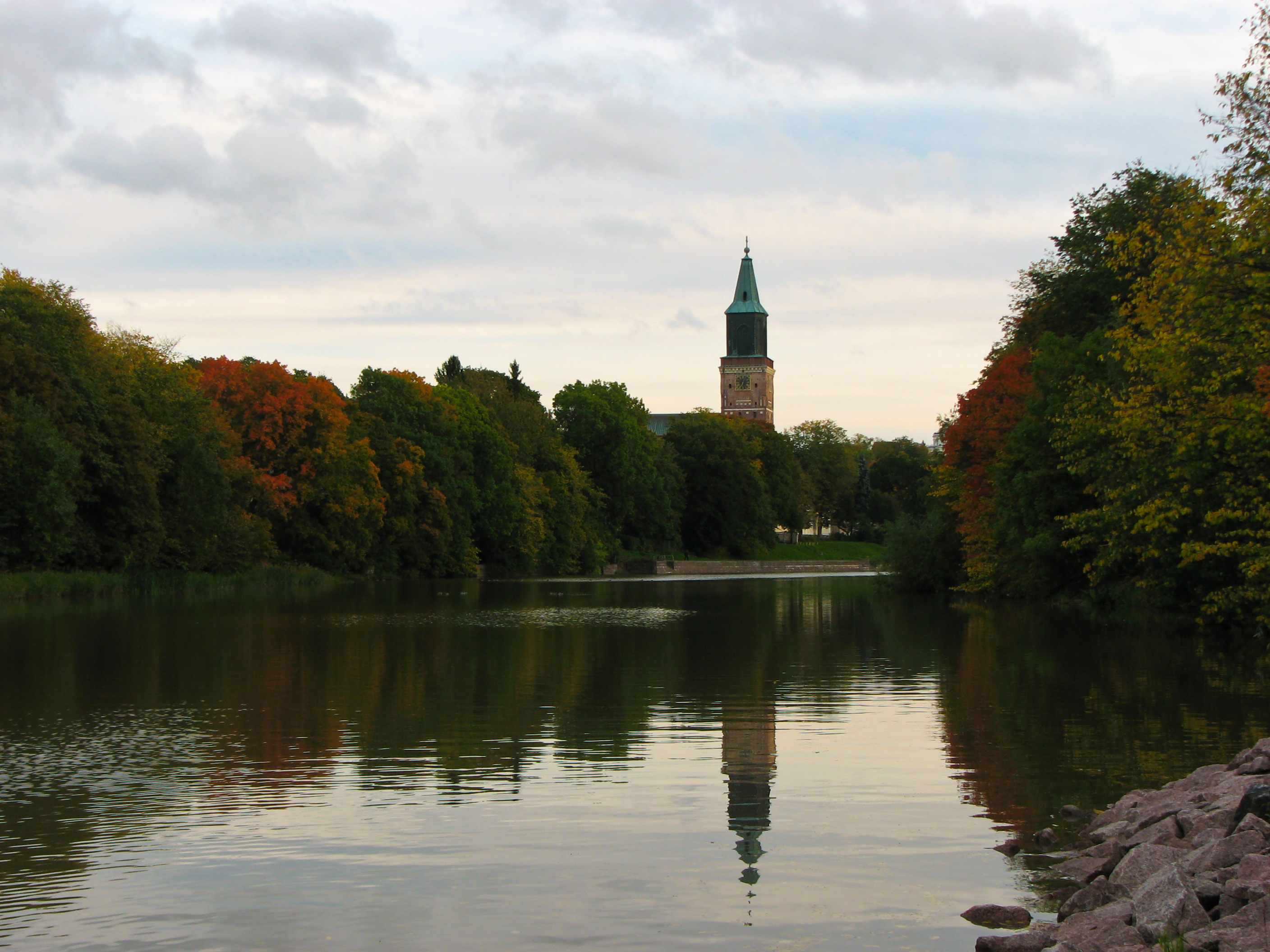
Vista do Rio Aura
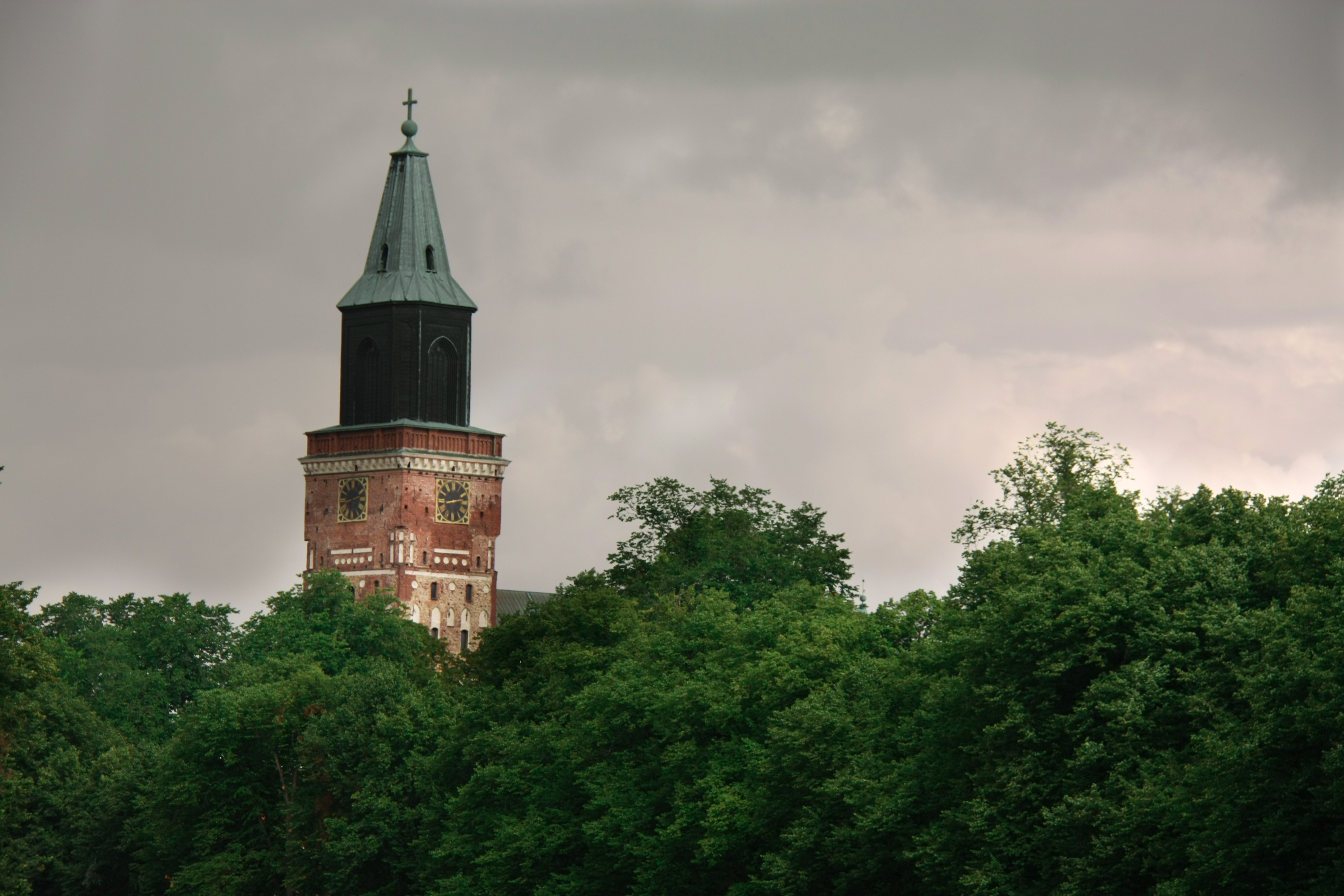
Catedral de Turku Aurakatu
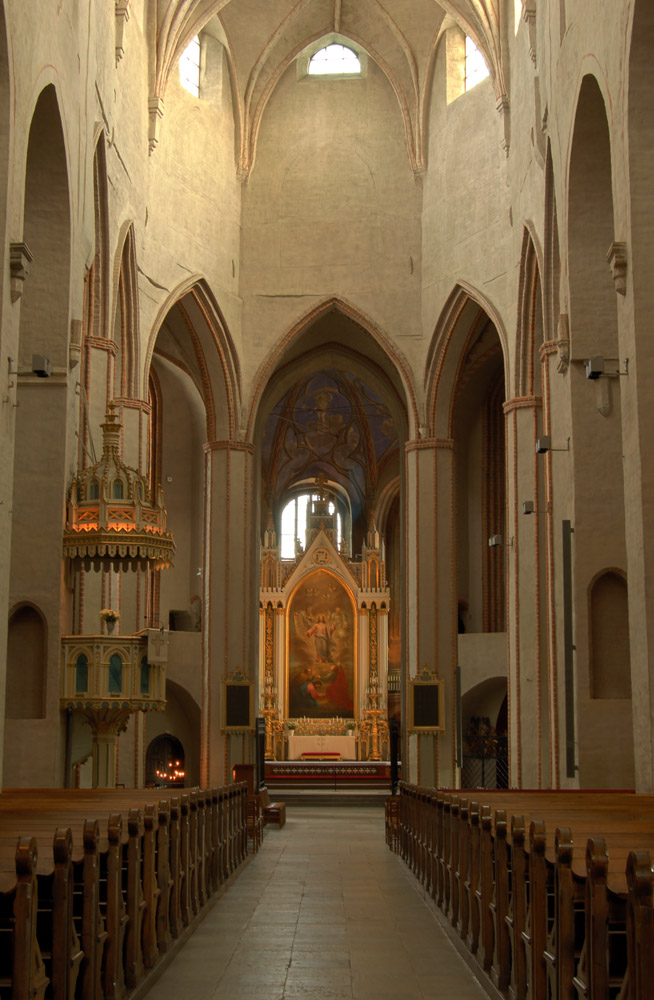
Interior
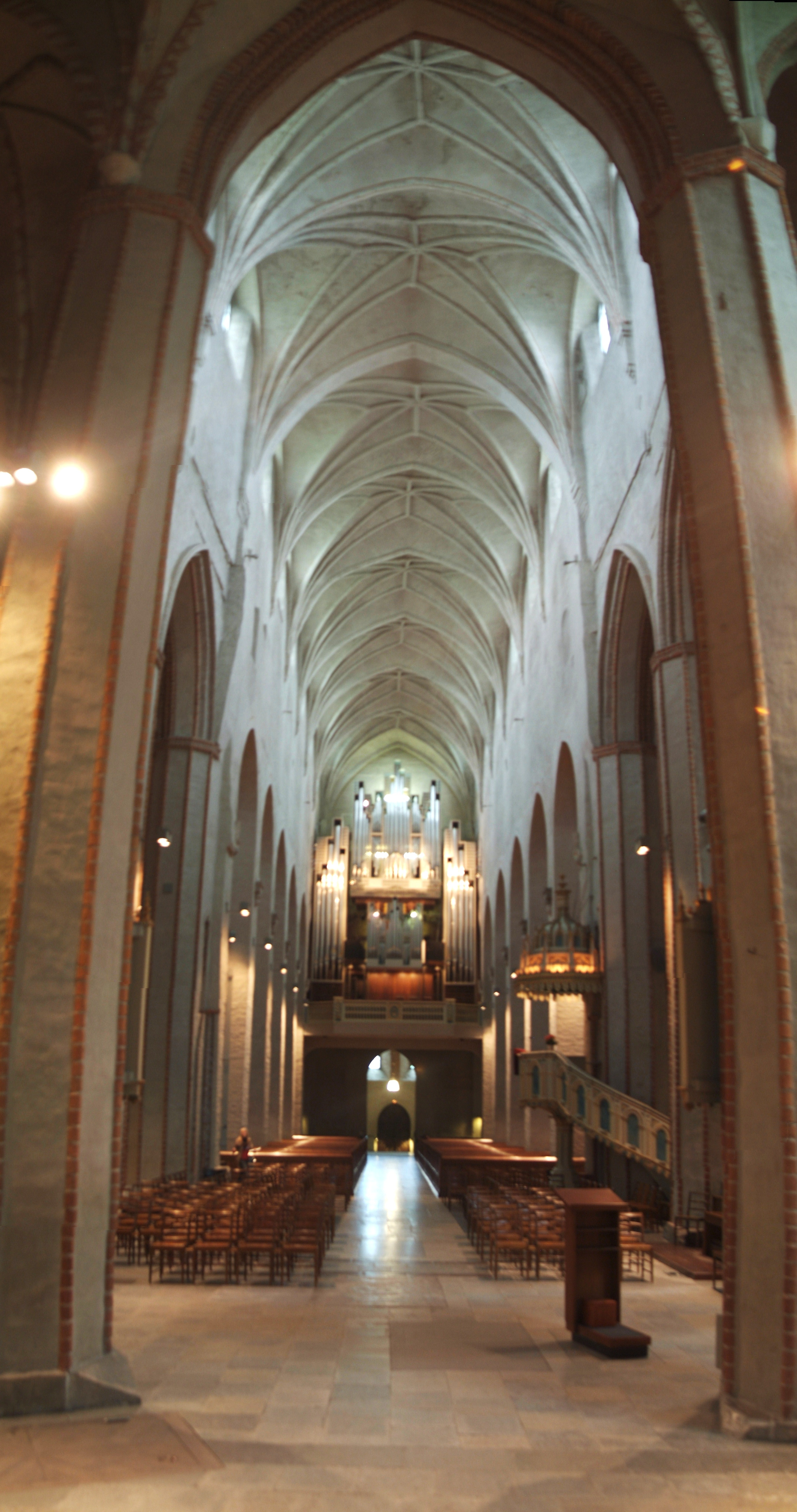
Interior
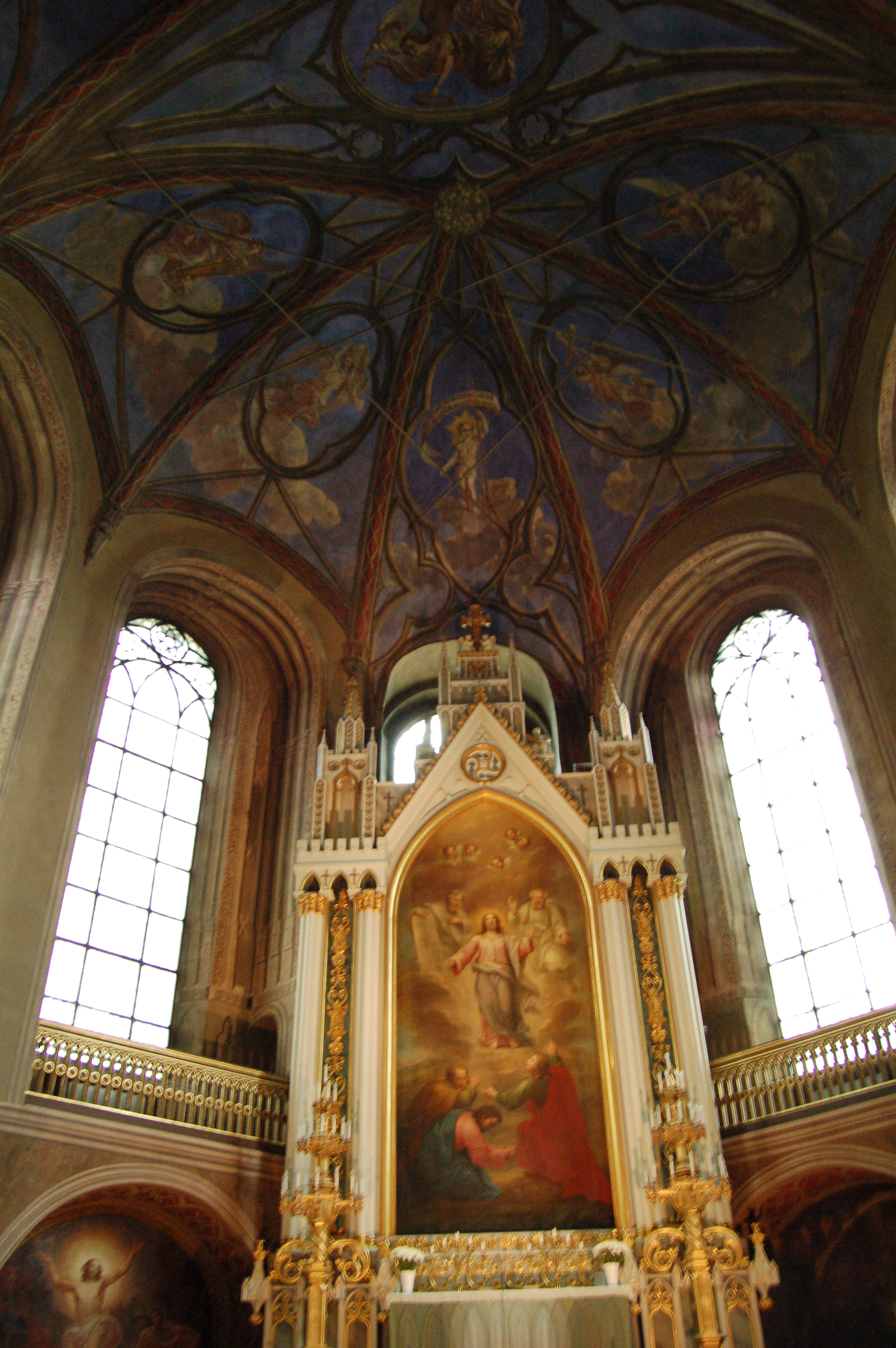
Altar
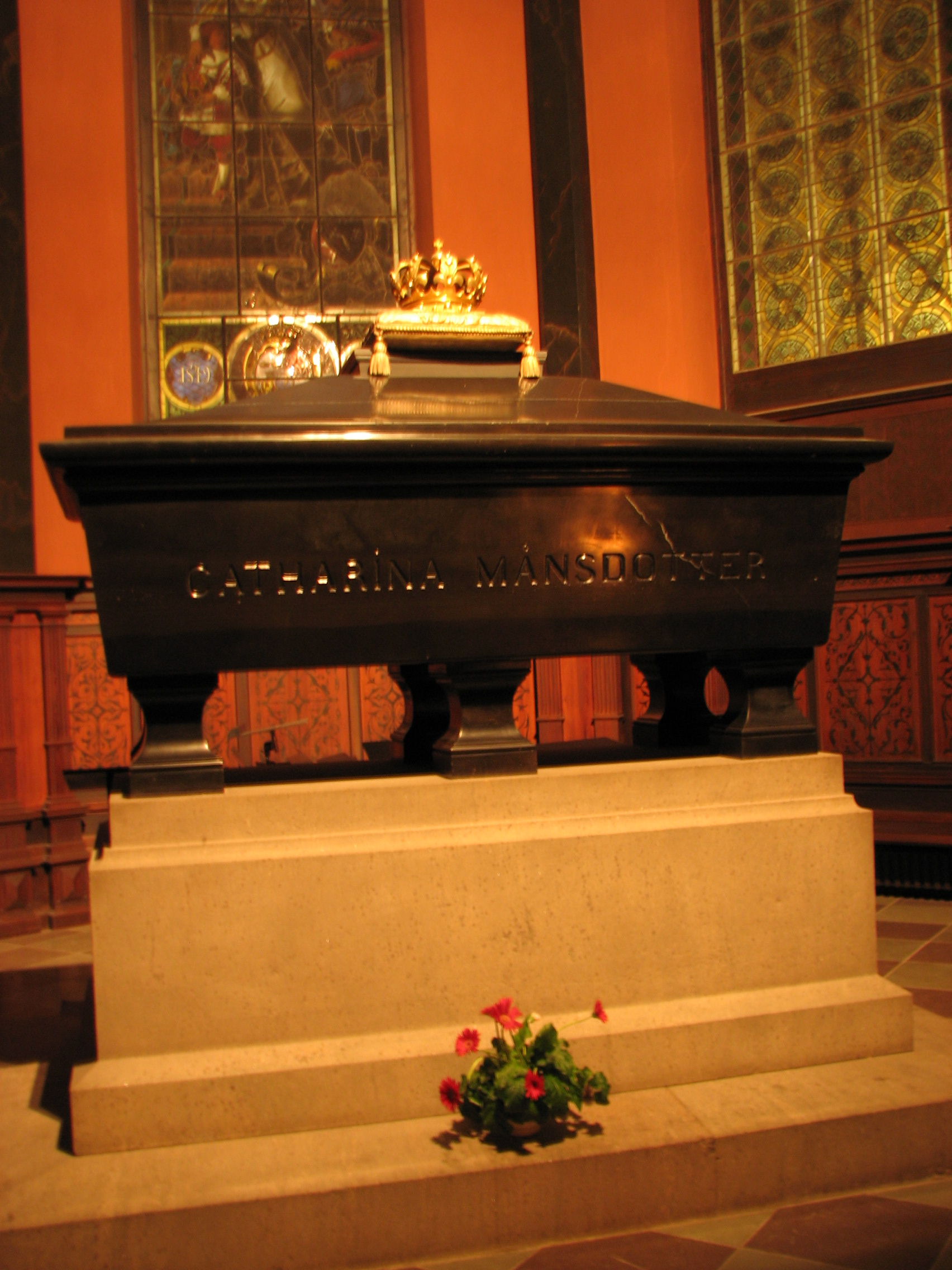
Túmulo de Catarina Månsdotter
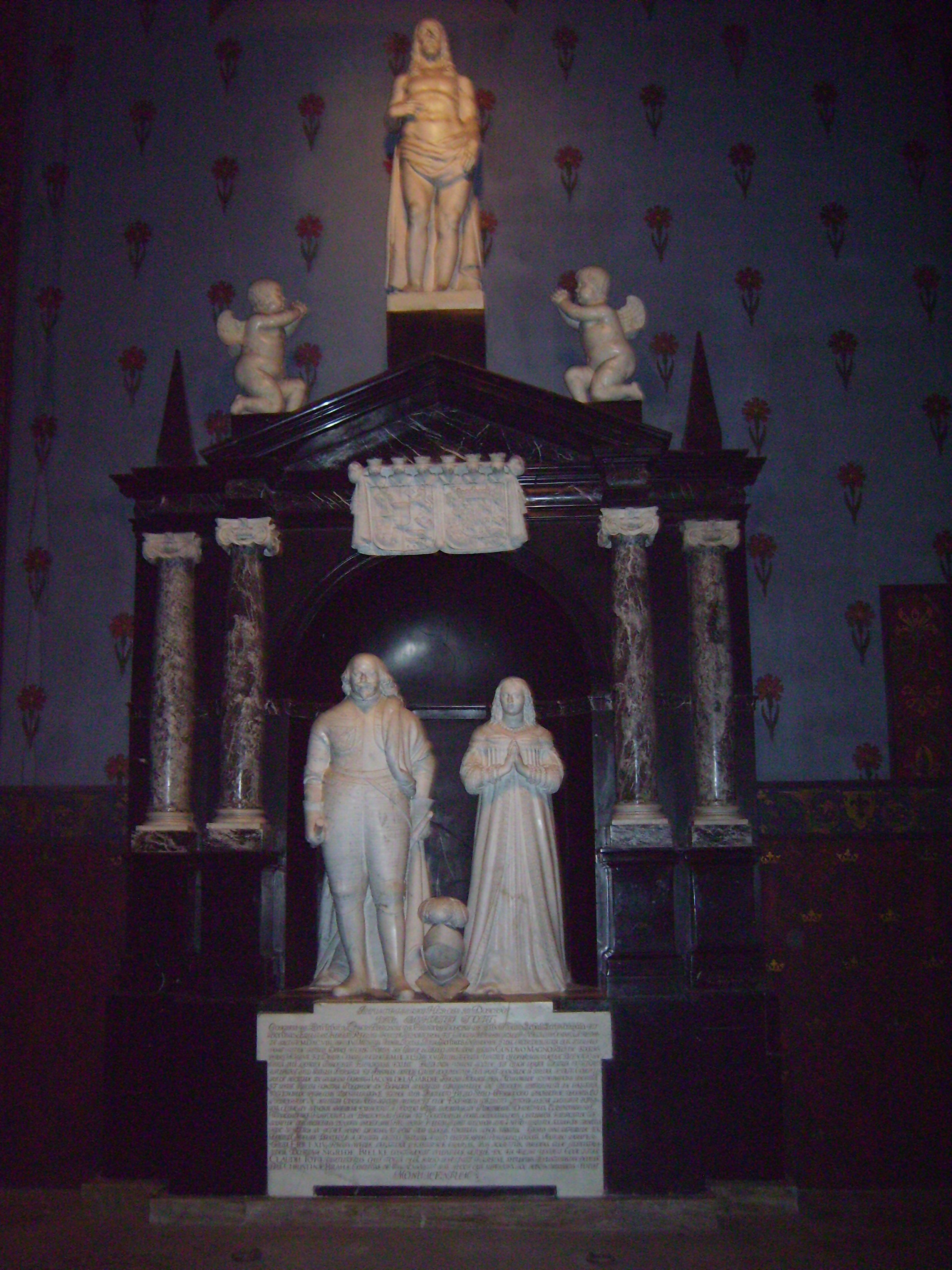
Sepultura de Ake Totts
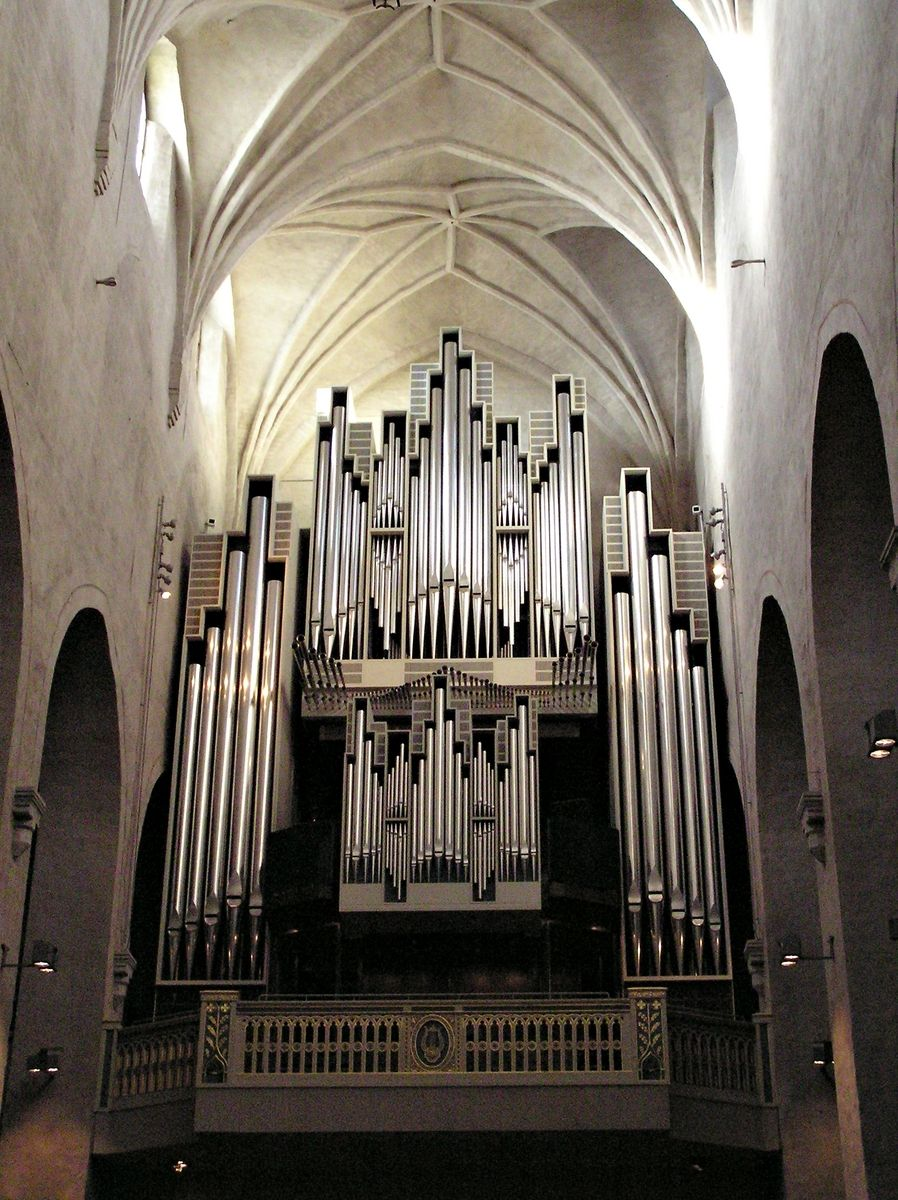
O órgão principal
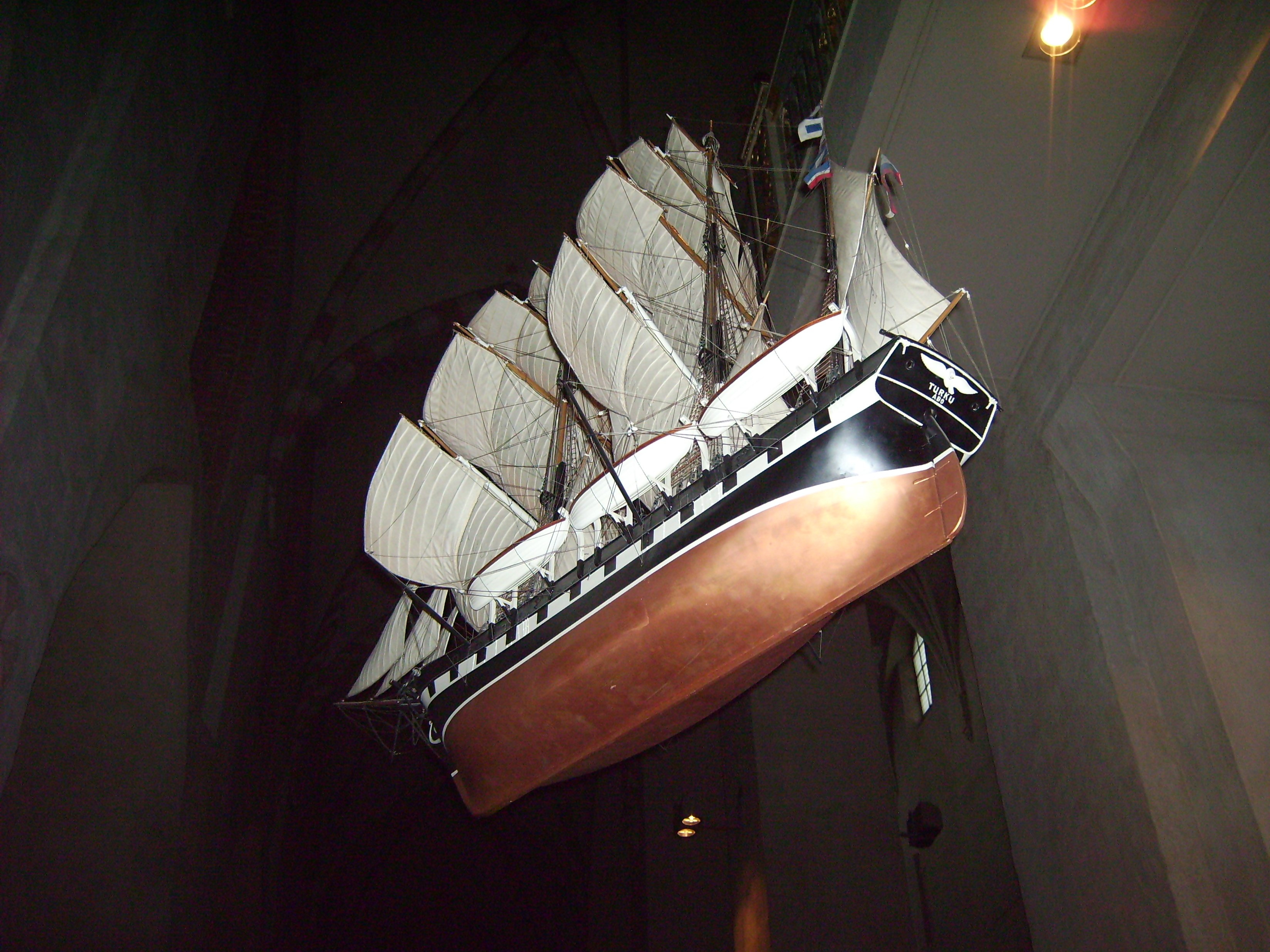
Navio votivo